# Shigenori Kuroda
Pour les articles homonymes, voir Kuroda.
Shigenori Kuroda (黒田重徳, Kuroda Shigenori) (25 octobre 1887 - 30 avril 1964) est un général de l'armée impériale japonaise qui fut gouverneur général des Philippines durant la Seconde Guerre mondiale.

## Biographie
Né dans la préfecture de Fukuoka, Kuroda est nommé officier d'infanterie en 1909. Il sort diplômé de l'école militaire impériale du Japon en 1916 en même temps que Tomoyuki Yamashita et Shizuichi Tanaka, puis devient observateur militaire en Europe durant la Première Guerre mondiale. En 1922, il est attaché militaire au Royaume-Uni puis en Inde britannique de 1935 à 1937. En 1937, il est promu général de brigade et inspecteur général de l'entraînement militaire en 1941, poste ensuite tenu par le général Otozō Yamada. Du 1er juillet 1942 au 19 mai 1943, il est chef d'État-major du groupe d'armées expéditionnaire japonais du Sud.

### Bataille de Wuyuan
Il participe à la seconde guerre sino-japonaise pendant laquelle il commande la 26e division à la bataille de Wuyuan (en). Cet engagement fait partie d'une contre-attaque japonaise en réponse à l'offensive d'hiver 1939-40 (en) et s'achève sur une victoire chinoise et un retrait japonais. Malgré les lourdes pertes subies, les Japonais remportent une victoire stratégique en empêchant les Chinois d'atteindre leurs objectifs premiers.

### Aux Philippines

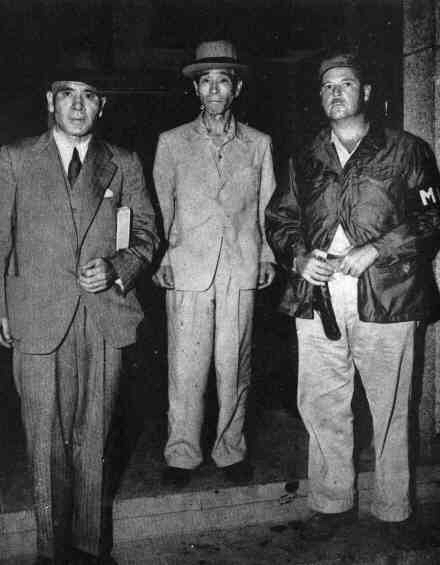
Shigenori Kuroda (au centre) avec son prédécesseur comme gouverneur général des Philippines Masaharu Honma (à gauche) et un policier militaire américain (à droite) en septembre 1945.

Du 28 mai 1943 au 26 septembre 1944, Kuroda est le gouverneur militaire des Philippines, succédant à Shizuichi Tanaka. Il devient plus tard le premier commandant-en-chef de la 14e armée, qui est le regroupement des 14e, 35e et 41e armées, aux Philippines du 28 juillet au 26 septembre 1944.
Durant son mandat aux Philippines, une nouvelle constitution est adoptée par la commission préparatoire à l'indépendance, composée de 20 membres du parti Kalibapi (en). La commission, dirigée par José P. Laurel, présente son projet de Constitution le 4 septembre 1943 et trois jours plus tard, l'assemblée générale du Kalibapi ratifie la nouvelle constitution.
Le 20 septembre 1943, les groupes représentants le Kalibapi sont élus dans les villes et provinces parmi les 54 sièges de l'assemblée nationale (en), la législature du pays, avec 55 gouverneurs et maires de villes comme membres d'office.
Trois jours après l'établissement de l'assemblée nationale, la session inaugurale de la seconde république philippine a lieu au siège législatif d'avant-guerre et élit à la majorité Benigno Aquino, Sr. (en) comme premier président de l'assemblée et José P. Laurel comme président de la république des philippines, qui prend son poste le 14 octobre 1943, jour de la fondation de la république.
Début 1944, l'État-major de l'armée impériale japonaise anticipe le retour des forces américaines aux Philippines. Ainsi, Kuroda est chargé de la préparation d'un futur débarquement américain. Il planifie de concentrer la plus grande partie des forces japonaises sur l'île de Luçon, mais son plan n'est jamais accepté par l'État-major impérial. Celui-ci assigne seulement cinq de ses dix divisions à Luçon mais qui n'ont aucune expérience du combat. Après s'être vu refuser ses propositions pour la défense des Philippines, Kuroda est remplacé par Tomoyuki Yamashita, son ancien camarade de classe de l'école militaire, qu'on dit être un « superbe et excellent tacticien » après la chute de Hideki Tōjō du pouvoir. Yamashita trouve la situation « défavorable » avec beaucoup de nouveaux généraux ne connaissant pas l'archipel des Philippines. La défense est composée de 270 000 hommes des troupes terrestres et aériennes le 20 octobre 1944. La taille totale de la marine japonaise à ce moment est estimée à 17 cuirassés, 4 porte-avions, 13 croiseurs lourds, 6 croiseurs légers, et 34 destroyers. Kuroda se retire en 1945, est arrêté pour crimes de guerre en 1946, et condamné à perpétuité. Son avocat de l'époque est le lieutenant-colonel Jose Lukban. Il déguise Kuroda en lui mettant un grain de beauté sur son visage, qu'il enlève à la fin du procès pour discréditer les témoins blâmant le général japonais. Il est finalement libéré en 1952 et meurt deux ans plus tard.